# Стуруа, Роберт Робертович
Ро́берт Ро́бертович Сту́руа (груз. რობერტ რობერტის ძე სტურუა; род. 31 июля 1938, Тбилиси, СССР) — советский, грузинский и российский театральный режиссёр. Народный артист СССР (1982). Лауреат Государственной премии СССР (1979) и Государственной премии РФ (1999).

## Биография
Роберт Стуруа родился в семье грузинского художника Р. И. Стуруа.
С 1956 по 1961 год учился на режиссёрском факультете Тбилисского театрального института.
С 1962 года — в Тбилисском театре имени Шота Руставели, ученик Михаила Туманишвили. Первый настоящий успех молодому режиссёру принёс поставленный в 1965 году спектакль «Сейлемский процесс» по пьесе А. Миллера «Суровое испытание».
С 1979 года — главный режиссёр Театра имени Ш. Руставели, с 1980 года — его художественный руководитель.
В этом театре, вместе со своими постоянными соавторами — художником Георгием Алекси-Месхишвили и композитором Гией Канчели, осуществил ряд выдающихся постановок, получивших признание далеко за пределами Грузии, в их числе «Кавказский меловой круг» Б. Брехта и «Ричард III» У. Шекспира.
С конца 1990-х годов много работал в России — ставил спектакли в театрах «Сатирикон» и «Et Cetera».
Ставил также спектакли в городах: Дюссельдорф (1977), Саарбрюкен (1978), Афины (1986, 1989), Москва, Театр имени Вахтангова (1987), Буэнос-Айрес (1988, 1999, 2005), Лондон (1990, 1992, 1995), Болонья (1990), Хельсинки (1991, 1995), Стамбул (1994), Тель-Авив (1995), София (2001), Москва (2002, 2004), Киев (2003), Анкара (2004), Иерусалим (2007). Осуществил множество постановок пьес У. Шекспира, Софокла, Мольера, А. Чехова, Б. Брехта, А. Островского, М. Шатрова.
Приказом министра культуры и защиты памятников Грузии от 9 августа 2011 года был уволен с поста художественного руководителя Театра имени Ш. Руставели с 15 августа 2011 года; официальная причина увольнения — его ксенофобские высказывания. «Мы не будем финансировать ксенофобию», — заявил министр культуры Грузии Ника Руруа. На своём творческом вечере режиссёр допустил ряд резких высказываний в адрес Михаила Саакашвили и заявил, что во главе страны хотел бы видеть грузина, в то время как Саакашвили, по его словам, армянин. При этом подчеркнул, что любит армян, что у него близкие родственники армяне, — это не помешало ряду представителей правительственного окружения обвинить его в ксенофобии.
После увольнения получил приглашение в театр «Et Cetera» (Москва), главным режиссёром которого является по настоящее время.
В ноябре 2012 года приказом министра культуры Грузии Гурама Одишария был восстановлен в должности художественного руководителя Театра им. Ш. Руставели. Однако режиссёр заявил, что не вступит в должность до тех пор, пока она не будет сформулирована так: художественный руководитель — управляющий театром.
В июне 2013 года открыл в Тбилиси собственный театр «Фабрика», который ему подарил премьер-министр Грузии Бидзина Иванишвили. Первой премьерой на новой площадке стал спектакль «Мария Каллас. Урок» по пьесе Терренса Макнелли «Мастер-класс».
Был членом редакционного совета журнала «Детектив и политика».

### Семья
- Отец — Роберт Стуруа (1918—1982), художник
- Мать — Цуца (Маквала) Болквадзе
- Супруга — Дудана Михайловна Квеселава (р. 1939), специалист по английскому языку, искусствовед
- Сыновья:
  - Георгий (Гага) (р. 1968), историк
  - Михаил (Михо) (р. 1973), кинооператор.

## Звания и награды

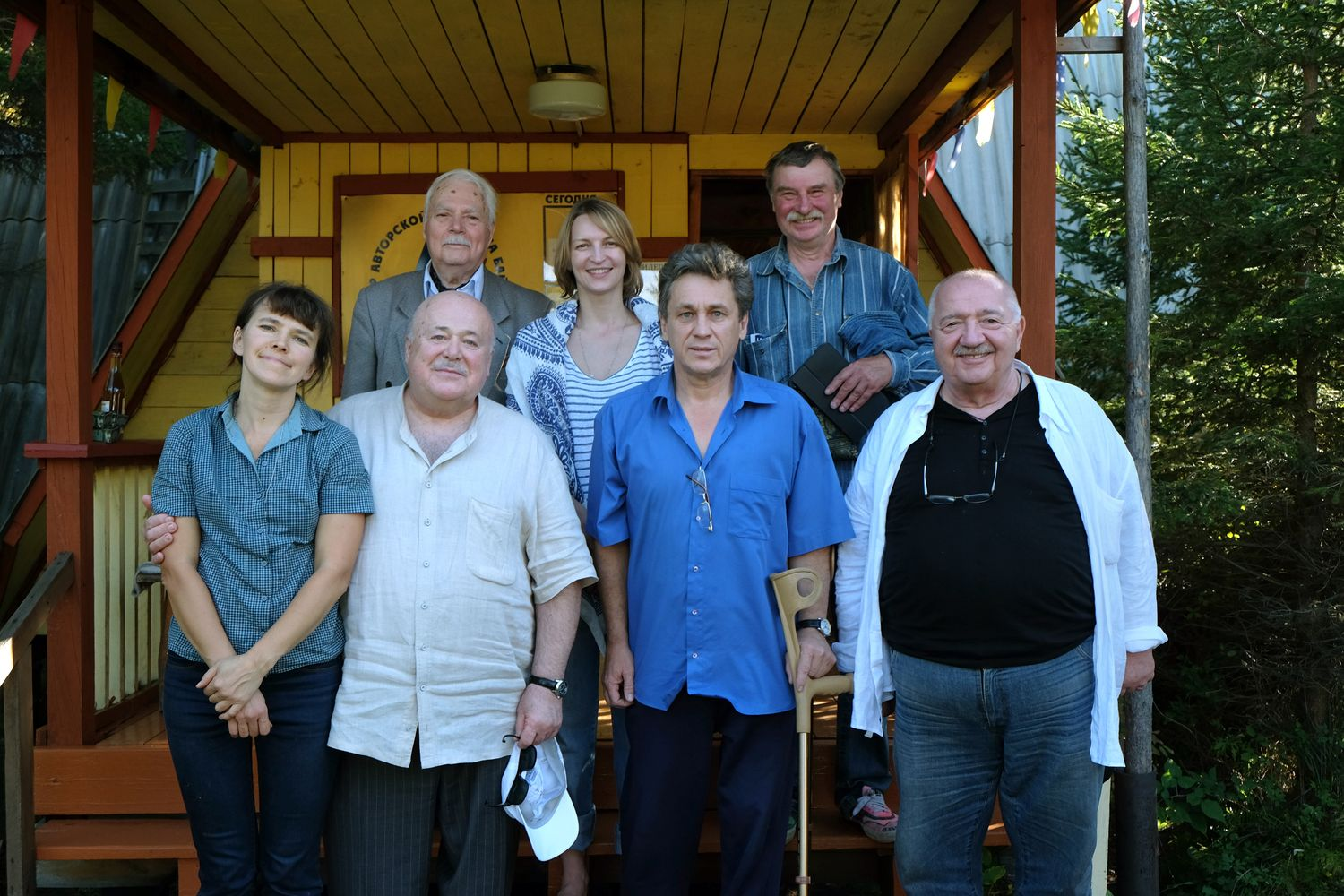
13.09.2015 г. Александр Калягин, Роберт Стуруа вместе с несколькими артистами в Театре авторской песни Евгения Кравля.

- Заслуженный деятель искусств Грузинской ССР (1976)[10]
- Народный артист Грузинской ССР (1980)
- Народный артист СССР (1982)
- Народный артист Абхазской Автономной Республики (1996)
- Государственная премия СССР (1979)
- Государственная премия Российской Федерации в области просветительской деятельности (2000) — за международные рождественские фестивали искусств, программы «Весь мир — наш дом», «Театр «Глобус» — детям-сиротам»[11]
- Государственная премия Грузинской ССР им. Котэ Марджанишвили (1976)
- Государственная премия Грузинской ССР им. Шота Руставели (1981)
- Государственная премия Грузии (1996)
- Орден Чести (1998)
- Орден Дружбы (2008, Россия) — за большой вклад в развитие русской культуры и искусства, укрепление российско-грузинских культурных связей[12][13]
- Премия имени Михаила Туманишвили (1997)
- Премия имени Александра Казбеги (1999)
- Международная Премия Станиславского (Международный Фонд К. С. Станиславского, 2002)[14]
- Премия имени Георгия Товстоногова (2009)
- Премия Чаплин-клуба (1998)
- Международные премии: имени Альберта Швейцера (1975), премия Английской критики (1980), премия Итальянской критики (1981), премия Государственного университета Аргентины (Буэнос-Айрес, 1988).
- Постановка «Гамлета» на сцене театра «Риверсайд Стьюдиоз» (Лондон) в 1992 году была внесена Международным Шекспировским обществом в число 10 лучших мировых постановок «Гамлета» за 50 лет
- Театральная премия «Чайка» — за самую оригинальную режиссёрскую интерпретацию (Москва, 1998)
- Специальный приз Руставского международного театрального фестиваля 1998 года — «Золотая медаль президента»
- Гран-при фестиваля «Балтийский дом» (1998)
- Президентская золотая медаль за выдающиеся заслуги в деле развития грузинской театральной культуры (2000)
- Театральная премия «Золотая маска» — за выдающийся вклад в развитие театрального искусства (Москва, 2013)
- Почётный гражданин Тбилиси (1996).

## Творчество

### Театральные постановки
Студенческие работы
- «Господин Леонардо перед лицом реакции»
- «Где тонко, там и рвётся» И. С. Тургенева

Театр имени Шота Руставели
- 1965 — «Сейлемский процесс» по А. Миллеру
- 1969 — «Мачеха Саманишвили» Д. Клдиашвили (совм. с Т. Чхеидзе)
- 1974 — «Кваркаре Тутабери» П. Какабадзе
- 1975 — «Кавказский меловой круг» Б. Брехта. Музыка Гии Канчели
- 1979 — «Ричард III» У. Шекспира
- 1980 — «Роль для начинающей актрисы» Т. Чиладзе
- 1980 — «Синие кони на красной траве» М. Шатрова
- 1981 — «Вариации на современную тему» Р. Стуруа, Л. Попхадзе, А. Варсимашвили
- 1983 — «Похороны в Калифорнии» Р. Ибрагимбекова
- 1987 — «Король Лир» У. Шекспира
- 1991 — «Макбет» У. Шекспира
- 1992 — «Жизнь есть сон» П. Кальдерона
- 1993 — «Добрый человек из Сычуани» Б. Брехта
- 1994 — «Евангелие от Иакова» по букварю Я. Гогебашвили «Грузинская азбука» (1865)
- 1996 — «Ламара» Г. Робакидзе (совм. с Д. Хиникадзе)
- 1997 — «Что ж с того, что мокрая сирень» Л. Табукашвили
- 1998 — «Женщина-Змея» К. Гоцци (совместно с Д. Сакварелидзе)
- 2000 — «Человек ли он?» И. Чавчавадзе
- 2000 — «Двенадцатая ночь» У. Шекспира
- 2000 — «Гамлет» У. Шекспира[2]
- 2003 — «В ожидании Годо» С. Беккета[15]
- 2004 — «Стикс», музыкальная мистерия, на музыку Г. Канчели
- 2005 — «Солдат, любовь, мальчик из охраны и… президент» Л. Бугадзе
- 2006 — «Невзгоды Дариспана» Д. Клдиашвили (совм. с З. Папуашвили)
- 2006 — «Двенадцать разгневанных мужчин» Р. Роуза (совм. с Р. Чхаидзе)
- 2011 — «Сезон охоты» Т. Чиладзе
- «Ханума» А. Цагарели
- «Начало» А. Гельмана

Московский театр «Et Cetera»
- 2000 — «Шейлок» У. Шекспира (художник Г. Алекси-Месхишвили, композитор Г. Канчели)
- 2002 — «Последняя запись Креппа» С. Беккета (художник Г. Алекси-Месхишвили, композитор Г. Канчели. Премия «Гвоздь сезона» 2003 года)
- 2010 — «Буря» У. Шекспира (художник Г. Алекси-Месхишвили, композитор Г. Канчели)
- 2012 — «Ничего себе местечко для кормления собак» Т. Нуи (художник Г. Алекси-Месхишвили, композитор Г. Канчели)
- 2012 — «Звёздный мальчик» О. Уайльда (художник Анна Нинуа[2])
- 2013 — «Комедия ошибок» У. Шекспира (художник Г. Алекси-Месхишвили, композитор Г. Канчели)
- 2017 — «Ревизор. Версия» Н. Гоголя (художник по костюмам А. Нинуа)

Московский театр «Сатирикон»
- 1998 — «Гамлет» У. Шекспира (художник Г. Алекси-Месхишвили, композитор Г. Канчели[3])
- 2002 — «Синьор Тодеро — хозяин» К. Гольдони (художник Г. Алекси-Месхишвили, композитор Г. Канчели[16])

Другие театры
- 1992 — «Гамлет» У. Шекспира (театр «Риверсайд Стьюдиоз», Лондон)
- 2003 — «Царь Эдип» Софокла (Национальный академический драматический театр им. Ивана Франко, Киев)
- 2004 — «Гамлет» У. Шекспира (Государственный театр, Анкара)
- 2004 — «Ромео и Джульетта» У. Шекспира (Театр имени А. С. Пушкина, Москва)
- 2005 — «Карьера Артуро Уи» Б. Брехта (Театр «Сан Мартин», Буэнос-Айрес)

### Оперные постановки
- 1983 — «Мученичество Шушашик» Б. Квернадзе
- 1984 — «Музыка для живых» Г. Канчели
- 1986 — «Барбале» В. Долидзе (в интерпретации В. Кахидзе)
- 1990 — «Огненный Ангел» С. Прокофьева
- 1991 — «Отелло» Дж. Верди
- 1999 — «Кармен» Ж. Бизе
- 1999 — «Видения Ивана Грозного» С. Слонимского (Самарский театр оперы и балета)
- 1999 — «Музыка для живых» Г. Канчели (Германия)
- 2004 — «Мазепа» П. Чайковского (Большой театр, Москва)
- «Похождения повесы» И. Стравинского (Большой театр, Москва)

### Фильмография
Роли в кино
- 1970 — Жил певчий дрозд — Сосо
- 1992 — Золотой паук — продавец
- 2005 — Прогулка в Карабах — Ило Небиеридзе

Режиссёр
- 1979 — Ричард III (фильм-спектакль)
- 1987 — Король Лир (фильм-спектакль)
- 1989 — Брестский мир (фильм-спектакль)
- 1996 — Макбет (фильм-спектакль)
- 2004 — Кавказский меловой круг (фильм-спектакль)
- 2007 — Синьор Тодеро — хозяин (фильм-спектакль)

Сценарист
- 2004 — Кавказский меловой круг (фильм-спектакль) (сценическая редакция пьесы Б. Брехта)

Участие в фильмах
- 1987 — Кто? Что? Как? Рассказ о третьем всесоюзном фестивале молодёжных спектаклей (документальный)
- 1988 — Ничего больше не умею (документальный)
- 2009 — Александр Филиппенко. Неугомонный (документальный)
- 2011 — Гия Канчели. Жизнь в звуках (документальный)
- 2012 — Здравствуйте, я ваш Калягин! (документальный)

### Литературные сочинения
Пьесы «Обвинение», «Вариации на современную тему», «Концерт для двух скрипок в сопровождении восточных инструментов».

## Политика
Был одним из самых непримиримых противников Михаила Саакашвили, — в мае 2011 года Общегражданское движение «Многонациональная Грузия» объявило бойкот ему и Театру им. Ш. Руставели, заступившись за тогдашнего президента Грузии. Причиной бойкота послужило интервью, опубликованное информационным агентством «Грузинформ» 16 мая 2011 года; в заявлении, распространённом «Многонациональной Грузией» 20 мая, указывалось, что в этом интервью Р. Стуруа, отвечая на вопрос журналиста, почему М. Саакашвили так не любит свой народ, с грустью заметил: «что поделаешь, он же армянин», — и далее заявил, что М. Саакашвили не обращается с Грузией так же, как в своё время Шушаник, что к власти его привела Америка для уничтожения Грузии.